# Goesan-eup
Goesan-eup (koreanska: 괴산읍) är en köping i kommunen Goesan-gun i provinsen Norra Chungcheong i den centrala delen av
Sydkorea, 110 km sydost om huvudstaden Seoul. Det är den administrativa huvudorten i Goesan-gun.